# Bénédiction de la craie

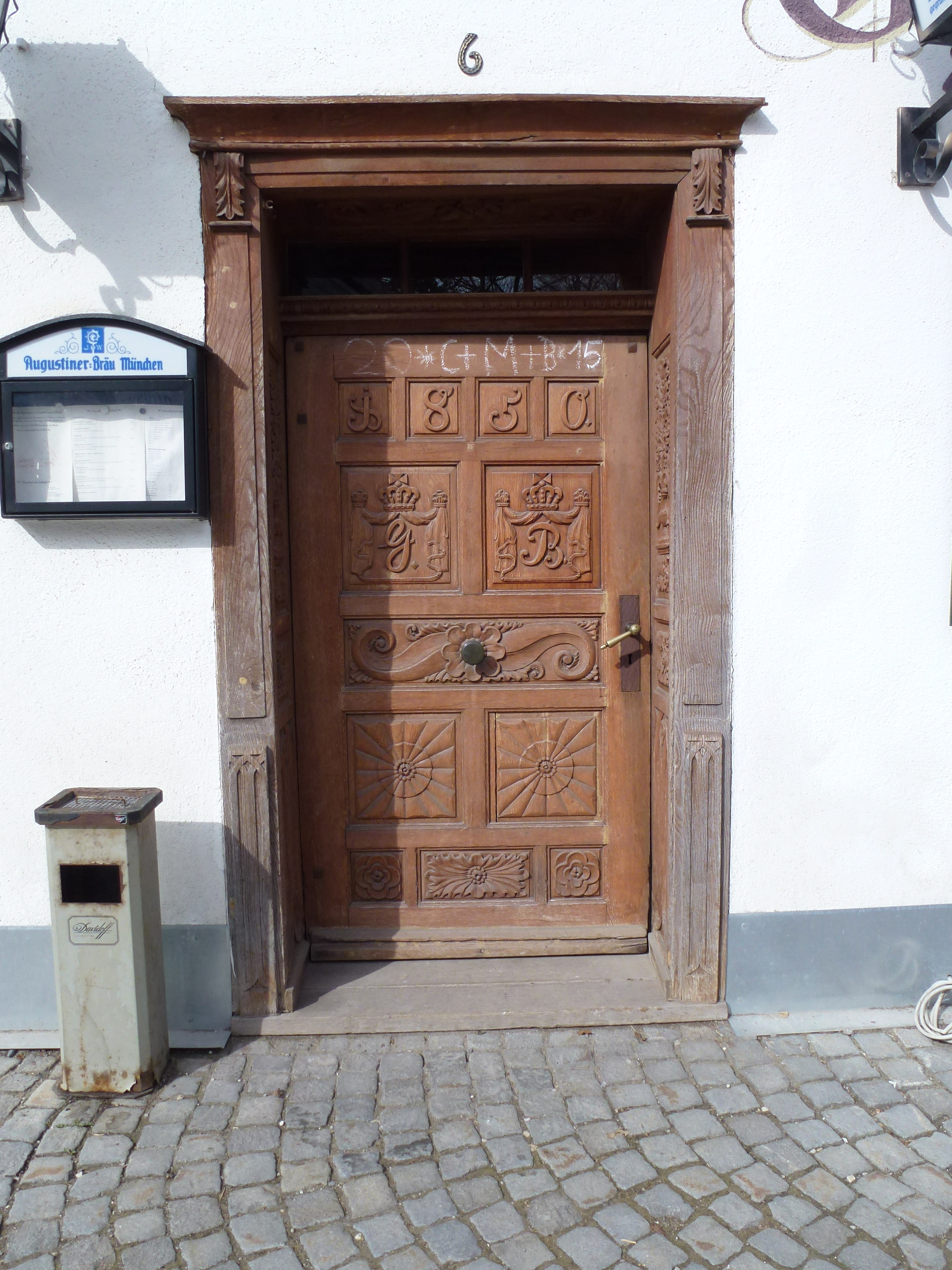
En Bavière.

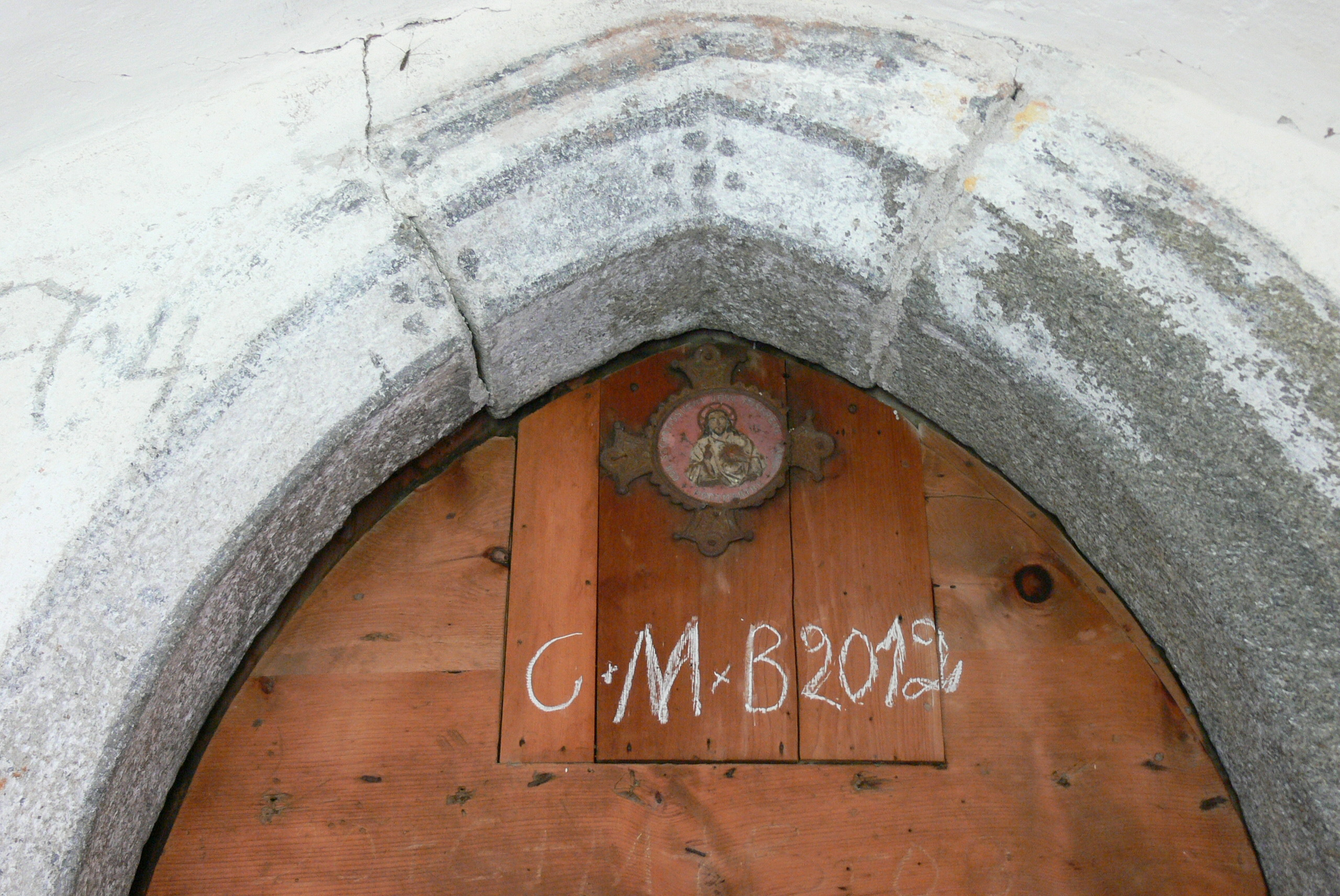
Dans le Trentin-Haut-Adige.

La bénédiction de la craie est une tradition chrétienne de l'Épiphanie utilisée pour bénir sa maison.

## Description
Le jour même ou la veille de la fête de l'Épiphanie (6 janvier), des chrétiens de plusieurs confessions tracent sur leurs portes un motif comme celui-ci, "20 † C † M † B † 12". Les chiffres se réfèrent à l'année civile (20 et 12, par exemple, pour l'année 2012) ; et les lettres ont une double signification : C, M et B sont les initiales des noms traditionnels des Mages, Gaspard (Caspar), Melchior et Balthazar, mais elles sont aussi une abréviation de la bénédiction latine Christus mansionem benedicat, qui signifie que le Christ bénisse cette maison. En Pologne, la lettre K est parfois utilisée à la place du C. Dans certaines localités, pour écrire l'inscription, on utilise une craie bénie par un prêtre ou ministre chrétien le jour de l’Épiphanie.
Cette coutume chrétienne de marquer la porte a un précédent biblique : les Israélites dans l'Ancien Testament ont marqué leurs portes afin d'être sauvés de la mort. Les familles accomplissent aussi cet acte parce qu'il représente l'hospitalité de la Sainte Famille aux Mages (et à tous les Gentils). Cela sert donc de bénédiction à la maison, ses habitants et ses visiteurs, pour y inviter la présence de Dieu[réf. nécessaire].
En Allemagne, ce sont les chanteurs à l'étoile, enfants déguisés en rois mages, qui passent de porte en porte pour marquer l'inscription en échange de promesses de dons à des associations caritatives.
En Pologne, cette tradition émerge au XVIIIe siècle. Alors que le régime communiste était athée, le marquage des portes à la craie était une forme de résistance.